# Maurizio Ferrante Gonzaga
Fürst Maurizio Ferrante Gonzaga (* 21. September 1861 in Venedig; † 24. März 1938 in Rom) war ein italienischer Generalleutnant und Senator.
Er entstammte der alten italienischen Adelsfamilie Gonzaga und trug neben dem Fürstentitel die Titel Marchese di Vescovato, Marchese del Vodice, Conte di Villanova e Cassolnovo.
Im Ersten Weltkrieg wurde Gonzaga mehrmals verwundet. Im Frühjahr 1917 eroberte er nach schweren Kämpfen den Monte Vodice bei Görz. Nach dem Krieg erhielt er dafür den Titel "Marchese del Vodice".
Sein Sohn Ferrante Vincenzo Gonzaga, Marchese del Vodice (1889–1943) wurde ebenfalls General. Er gilt als einer der ersten italienischen Generäle, die im Zweiten Weltkrieg von Deutschen getötet wurden. Am 8. September 1943, dem Tag der Verkündung des Waffenstillstandsabkommens von Cassibile fand er bei Eboli den Tod.

## Ehrungen
- 1899 Ritter des Ordens der Krone von Italien
- 1910 Ritter des Ordens der Heiligen Mauritius und Lazarus
- 1913 Offizier des Ordens der Krone von Italien
- 1914 Komtur des Ordens der Krone von Italien
- 1915 Offizier des Ordens der Heiligen Mauritius und Lazarus
- 1918 Ritter des Militärordens von Savoyen
- 1919 Komtur des Ordens der Heiligen Mauritius und Lazarus
- 1920 Großoffizier des Ordens der Krone von Italien
- 1922 Großoffizier des Ordens der Heiligen Mauritius und Lazarus
- 1926  Großkreuz des Ordens der Krone von Italien
- 1933 Großkreuz des Ordens der Heiligen Mauritius und Lazarus

Daneben erhielt er zwei Tapferkeitsmedaillen in Gold und drei in Silber, drei Ehrenabzeichen für Kriegsverwundete sowie das Kriegsverdienstkreuz.